# Herbert Robbins
Herbert Ellis Robbins (* 12. Januar 1915 in New Castle (Pennsylvania); † 12. Februar 2001 in Princeton) war ein US-amerikanischer Mathematiker, der sich mit Topologie, Graphentheorie und Statistik beschäftigte.

## Leben
Robbins studierte an der Harvard University unter anderem bei Marston Morse und promovierte dort 1938 bei Hassler Whitney über ein topologisches Thema (On the Classification of the Maps of a 2-Complex into a Space). 1938/39 war er am Institute for Advanced Study (wie auch 1952 bis 1954). 1939 bis 1941 war er Instructor an der New York University und nach dem Zweiten Weltkrieg, in der er als Offizier bei der US Navy diente, lehrte er von 1946 bis 1952 an der University of North Carolina in Chapel Hill in deren neu gegründeter Statistik-Fakultät. Ab 1953 war er Higgins-Professor für mathematische Statistik an der Columbia University, wo er 1985 emeritiert wurde. Danach war er noch bis 1997 New Jersey Professor für Mathematische Statistik an der Rutgers University.
Als Statistiker führte er auf dem Dritten Berkeley Symposium für Mathematische Statistik und Wahrscheinlichkeit 1955 empirische Bayes-Methoden  ein. Er war mit seinem Studenten Sutton Monro Miterfinder der Robbins-Monro-Methode in der stochastischen Approximation (die an das klassische Newton-Verfahren angelehnt ist) und arbeitete über optimale Stopp-Probleme – ein noch heute (2009) ungelöstes Problem ist dort nach ihm benannt (Robbins Problem, auch viertes Sekretärinnen-Problem genannt).
Bekannt ist er aber auch als Ko-Autor einer Einführung in die Mathematik mit Richard Courant.
Das Robbins-Problem innerhalb der Booleschen Algebra, ein lange offenes Hauptproblem auf dem Gebiet des Automated Theorem Proving, besteht darin zu zeigen, dass die Robbins-Algebra eine Boolesche Algebra ist. Es wurde 1996 von William McCune gelöst (siehe dort).
Robbins war Mitglied der National Academy of Sciences und der American Academy of Arts and Sciences. 1952/53 (am Institute for Advanced Study) und 1975/76 (am Imperial College) war er Guggenheim Fellow. 1974 wurde er Ehrendoktor der Purdue University. Er war Präsident des Institute for Mathematical Statistics. 1987 erhielt er eine wissenschaftliche Ehrung für seine Lebensleistung in der Statistik vom New Yorker Bürgermeister. 1962 hielt er einen Vortrag auf dem Internationalen Mathematikerkongress in Stockholm (A renewal theorem for non-identically distributed random variables, mit Y. S. Chow).
Nach ihm sind die Chapman-Robbins-Ungleichung und der Robbins-Monro-Prozess benannt.

## Schriften
- mit Richard Courant: Was ist Mathematik?, Springer Verlag, 5. Auflage 2000, ISBN 354063777X  (zuerst What is mathematics?, Oxford University Press 1941)